# Nasonovia werderi
Nasonovia werderi är en insektsart. Nasonovia werderi ingår i släktet Nasonovia och familjen långrörsbladlöss. Inga underarter finns listade i Catalogue of Life.